# The Neon God: Part 1 – The Rise
The Neon God: Part 1 - The Rise es un álbum conceptual de la banda estadounidense de heavy metal W.A.S.P., publicado el 6 de abril de 2004. Narra la historia de un chico de dura infancia llamado Jesse, el cual se entera de que tiene el poder de manipular a las personas. La segunda parte del disco, titulada The Neon God: Part 2 - The Demise, fue publicada en septiembre del mismo año.

## Concepto

### La infancia y el orfanato
El disco se basó en la historia creada por el vocalista Blackie Lawless, la cual narra la dura infancia de Jesse, quien fue abandonado en un orfanato por su madre luego de la muerte de su padre, hecho que lo marcó para siempre. Su estancia en el orfanato fue muy dura, pues allí se vio sometido a toda clase de abusos provenientes de la Hermana Sadie, la cual utilizó cantidad de torturas (incluso sexuales) para "educar" a Jesse, todo ello debido a los efectos del alcohol y al hecho de haber vivido una infancia muy similar a la del chico. Pero gracias a la intervención de la hermana Ann Marie, Jesse pudo alejarse por un momento de la influencia de Sadie, aprovechando la oportunidad para lanzarse a un pozo que se encontraba en el patio del orfanato, queriendo acabar con su vida, pensando que era la única forma de salir de ese lugar y terminar su pesadilla. Sin embargo, el impacto no fue suficiente para matarlo y Jesse entró en un coma de tres días, siendo tratado en el hospital del orfanato. De allí sería trasladado a otra sección conocida como el Asilo #9.
En el Asilo #9 conoció a Billy, un chico de padres ricos que lo indujo en el mundo de las drogas y con quien logró una gran amistad. Pero por desgracia para Jesse, Billy se suicidó al tomarse una botella entera de píldoras, mientras Jesse leía una nota de despedida que él le había dejado. Al no tener un solo amigo, Jesse encontró la forma de huir del orfanato y vivió algunos años en las calles, encontrándose con el difícil mundo de la indigencia.

### El ascenso
Cierto día conoció a un "ilusionista" callejero llamado Judah Magic, del cual aprendería el arte de manipular y leer a las personas. Al pasar el tiempo, Jesse se convirtió en el referente de estas prácticas, dejando a Judah en un segundo nivel, y logrando que muchas personas se unieran a su congregación. Lo que inició como una simple práctica callejera, se había convertido en un negocio de reconocimiento mundial.

### El declive
Pero en la cumbre de su fama, cuando gozaba del máximo reconocimiento, su madre apareció de repente en una de sus reuniones, destruyendo su mundo de nuevo. Jesse simplemente no pudo asimiliar el hecho de que la persona que lo había abandonado en su niñez, llegara de nuevo a su vida, llenándolo de dudas y de emociones encontradas. Jesse entonces decidió que no podía seguir siendo el líder de una congregación que se había creado a raíz de mentiras, mientras se cuestionaba por su existencia y misión en este mundo.

## Lista de canciones
1. "Overture" – 3:33
2. "Why Am I Here" – :34
3. "Wishing Well" – 3:34
4. "Sister Sadie (And The Black Habits)" – 7:42
5. "The Rise" – 2:29
6. "Why Am I Nothing" – :58
7. "Asylum #9" – 6:19
8. "The Red Room Of The Rising Sun" – 4:41
9. "What I'll Never Find" – 6:02
10. "Someone To Love Me" – :51
11. "X.T.C. Riders" – 4:34
12. "Me & The Devil" – :53
13. "The Running Man" – 4:19
14. "Raging Storm" – 5:45